# Nova Religio
Nova Religio: The Journal of Alternative and Emergent Religions — американский ежеквартальный научный журнал, освещающий вопросы исследования новых религиозных движений, издаваемый Калифорнийским университетом в Беркли. Первое издание вышло в 1997 году. Журнал издаётся 4 раза в год с 2005 года (до этого с самого основания выходил 2 раза в год).

## Тематика
В журнале печатаются религиоведческие статьи, новейшие исследования, обзоры литературы и новости научных мероприятий с упором на новых религиозных движениях, включая теософов и различные направления New Age, новые течения в пределах традиционных религий, альтернативные направления в христианстве, новые течения в иудаизме, религиозные движения, возникшие на основе азиатских учений, новые религиозные движения на Ближнем востоке, в Африке, афроамериканские и негритянские движения в США, и привнесённые религиозные учения диаспор.

## Реферирование и индексирование
Nova Religio реферируется и индексируется многими научными поисковыми системами:
- Access: The Supplementary Index to Periodicals
- ATLA Religion Database[англ.]
- British Humanities Index[англ.]
- Index to Jewish Periodicals
- Political Science Abstracts
- ProQuest Religion Database
- Religion Index One: Periodicals
- Religious and Theological Abstracts[англ.]
- Sociological Abstracts[англ.]